# Mémorial Van Damme 2013
Navigation
Édition précédente Édition suivante
Le Mémorial Van Damme 2013 est la 37e édition du Mémorial Van Damme qui a eu lieu le vendredi 6 septembre 2013 au Stade Roi Baudouin de Bruxelles, en Belgique. Il constitue la dernière étape et l'une des deux finales de la Ligue de diamant 2013.

## Faits marquants
L'Éthiopien Mohammed Aman établit la meilleure performance mondiale de l'année sur 800 mètres dans un temps de 1 min 42 s 37.

## Résultats

### Ligue de diamant

#### Hommes
| Épreuve           | Vainqueur                        | Second                            | Troisième                                    |
| ----------------- | -------------------------------- | --------------------------------- | -------------------------------------------- |
| 200 m             | Warren Weir 19 s 87              | Nickel Ashmeade 19 s 93 (SB)      | Walter Dix 20 s 12 (SB)                      |
| 800 m             | Mohammed Aman 1 min 42 s 37 (WL) | Nick Symmonds 1 min 43 s 03 (SB)  | Ferguson Rotich Cheruiyot 1 min 43 s 22 (PB) |
| 5 000 m           | Yenew Alamirew 12 min 58 s 75    | Bernard Lagat 12 min 58 s 99 (SB) | Hagos Gebrhiwet 12 min 59 s 33               |
| 400 m haies       | Jehue Gordon 48 s 32             | Omar Cisneros 48 s 59             | Javier Culson 48 s 60                        |
| Saut à la perche  | Renaud Lavillenie 5,96 m (MR)    | Konstantinos Filippidis 5,74 m    | Augusto Dutra 5,74 m                         |
| Triple saut       | Teddy Tamgho 17,30 m             | Christian Taylor 16,89 m          | Will Claye 16,88 m                           |
| Lancer du poids   | Ryan Whiting 21,45 m             | Georgi Ivanov 20,95 m             | Ladislav Prášil 20,79 m                      |
| Lancer du javelot | Tero Pitkämäki 87,32 m           | Vítězslav Veselý 86,67 m          | Antti Ruuskanen 83,64 m                      |

#### Femmes
| Épreuve          | Vainqueur                               | Seconde                          | Troisième                    |
| ---------------- | --------------------------------------- | -------------------------------- | ---------------------------- |
| 100 m            | Shelly-Ann Fraser-Pryce 10 s 72 (MR)    | Alexandria Anderson 10 s 97      | Carrie Russell 10 s 99       |
| 400 m            | Natasha Hastings 50 s 36                | Amantle Montsho 50 s 41          | Antonina Krivoshapka 50 s 51 |
| 1 500 m          | Abeba Aregawi 4 min 05 s 41             | Mercy Cherono 4 min 05 s 82 (SB) | Hellen Obiri 4 min 06 s 92   |
| 100 m haies      | Dawn Harper-Nelson 12 s 48 (SB)         | Sally Pearson 12 s 63            | Cindy Billaud 12 s 69        |
| 3 000 m steeple  | Milcah Chemos Cheywa 9 min 15 s 06 (MR) | Sofia Assefa 9 min 15 s 26       | Hiwot Ayalew 9 min 15 s 85   |
| Saut en hauteur  | Svetlana Shkolina 2,00 m                | Anna Chicherova 1,98 m           | Emma Green 1,96 m            |
| Triple saut      | Caterine Ibargüen 14,49 m               | Kimberly Williams 14,34 m        | Olha Saladukha 14,31 m       |
| Lancer du disque | Sandra Perković 67,04 m                 | Gia Lewis-Smallwood 64,82 m      | Mélina Robert-Michon 63,45 m |

## Légende
Records et Performances
- AR : Record continental (area record)
- CR : Record des championnats (championship record)
- MR : Record du meeting (meet record)
- NR : Record national (national record)
- OR : Record olympique (olympic record)
- PR : Record paralympique (paralympic record)
- PB : Record personnel (personal best)
- SB : Meilleure performance personnelle de la saison (season's best)
- WL : Meilleure performance mondiale de l'année (world leader)
- WJR : Record du monde junior (world junior record)
- WR : Record du monde (world record)

Circonstances et Conditions
- DNF : N'a pas terminé (did not finish)
- DNS : N'a pas pris le départ (did not start)
- DQ : Disqualification (disqualification)
- NM : Aucun essai valable enregistré (No Mark)
- Q : Qualifié « directement » au prochain tour (ou à la prochaine compétition), lors d'une compétition majeure, grâce au classement ou à la réalisation des minima (automatic qualifier)
- q : Qualifié au prochain tour (ou à la prochaine compétition), lors d'une compétition majeure, grâce au repêchage ou à la réalisation de l'une des meilleures performances parmi celles des « non qualifiés directement » (grâce au meilleur temps ou à la meilleure distance par exemple) (secondary qualifier)